# Svjesno ja
Carl Gustav Jung je svijest definirao kao vezanost psiholoških sadržaja za Ja (ako tu vezu kao takvu Ja osjeća). Po njemu je svijest funkcija, aktivnost, proces ili djelatnost koja održava vezu psihičkih sadržaja za Ja. Smatrao je da svijest nije istovjetna sa psihom, jer psiha predstavlja cjelokupnost psihičkih sadržaja, a postoje veliki broj psihičkih kompleksa koji nisu nužno spojeni za svjesno Ja.
Definirajući Ja Jung je djelomice pisao u prvom licu. Po njemu je Ja polje predstava koje čini središte svijesti za kojeg je naveo da "mu se čini" kako ima veliki kontinuitet i identitet sa samim sobom. Stoga je govorio o Ja kompleksu koji nije identičan s cjelinom psihe, nego je samo kompleks među drugim kompleksima. Jung pravi razliku između Ja i Jastva (Selbst), po njemu je Ja samo subjekt svijesti, a Jastvo subjekt cjelovite, dakle i nesvjesne psihe. U tom smislu Jastvo je jedna (idealna) količina koja u sebi obuhvaća Ja.